# Endoxocrinus alternicirrus
Endoxocrinus alternicirrus is een zeelelie uit de familie Isselicrinidae.
De wetenschappelijke naam van de soort werd in 1882 gepubliceerd door Philip Herbert Carpenter.